# 小行星17019
小行星17019（17019 Aldo）是一颗绕太阳运转的小行星，为主小行星带小行星。该小行星于1999年2月23日发现。

## 轨道参数
小行星17019的轨道半长轴为2.5822177 UA，离心率为0.148。